# Carex collifera
Espèce
Classification phylogénétique
Carex collifera est une espèce des plantes du genre Carex et de la famille des Cyperaceae.